# Mercado del Arenal
El mercado del Arenal se encuentra en la calle Pastor y Landero del barrio de El Arenal, en Sevilla, Andalucía, España. Fue finalizado en 1947.

## Historia
Ocupa la misma parcela que ocupaba el convento del Pópulo. En el siglo XIX se situó en este espacio la cárcel del Pópulo. En la fachada existe un azulejo de la Virgen de la Esperanza de Triana, colocado en 1955, y otro de la Virgen de la Caridad, colocado en 1996.
Este mercado fue construido en 1947 con un proyecto del arquitecto Juan Talavera y Heredia. Fue uno de los catorce mercados construidos en la provincia de Sevilla entre 1939 y 1959. Fue nombrado mercado de Entradores del Arenal.
El edificio fue reformado en 1974 por Amalio Saldaña García.

## Descripción

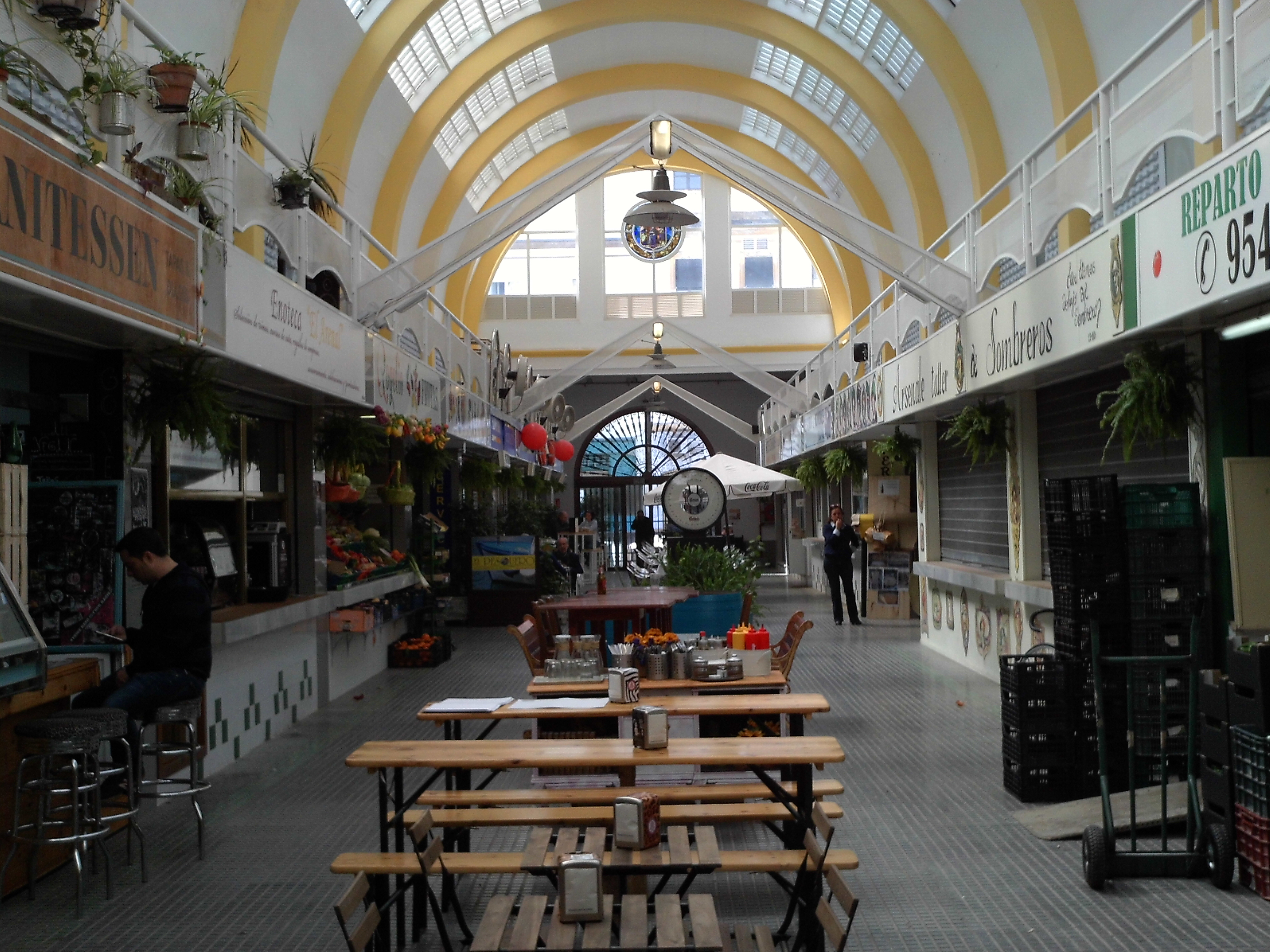
Interior del mercado. Se aprecian los arcos de medio punto de las naves.

El proyecto de Talavera y Heredia consistió en una edificación que aunase un conjunto de viviendas, un mercado de abastos y una serie de dependencias para la gestión municipal. El mercado estaría ubicado en el interior de la manzana. En el mercado colocó arcos de medio punto y un techo con entrepaños de vidriera para añadir luz al espacio. De esta forma, creó una serie de naves paralelas. Las oficinas municipales se hicieron a ambos lados de la manzana y con una entrada desde la calle, para que el ciudadano pudiese acceder a las mismas. El edificio fue pintado del los colores habituales: blanco y amarillo albero.